# آندره پیگانیول
آندره پیگانیول (انگلیسی: André Piganiol؛ ۱۷ ژانویه ۱۸۸۳ – ۲۴ مهٔ ۱۹۶۸) استاد دانشگاه، تاریخ‌نگار دینی، مورخ، و باستان‌شناس اهل فرانسه بود.
وی همچنین برندهٔ جوایزی همچون لژیون دونور (افسر) شده‌است.